# Heinrich I. von Lausanne
Heinrich von Burgund (* im 10. Jahrhundert; † 21. August 1018 in Lausanne) war von 985 bis 1018 Bischof von Lausanne.

## Leben
Heinrich war ein Neffe der Kaiserin Adelheid und Sohn von Rudolf II. und wurde 985 zum Bischof von Lausanne geweiht. Er erschien zwischen 993 und 1018 in mehreren Diplomen des burgundischen Königs Rudolf III., der ihm 1011 die Grafschaft Waadt verlieh. Er nahm 1007 an der Synode von Frankfurt teil. Er starb eines gewaltsamen Todes, vermutlich als Opfer der Auseinandersetzungen zwischen Rudolf III. und Kaiser Heinrich II.